# Nabiha
Nabiha (Nabiha Bensouda) is een Deense actrice en singer-songwriter. Ze heeft zowel een Deense als West-Afrikaanse en Marokkaanse achtergrond.
Nabiha is winnares van de 2013 European Border Breakers Award. De European Border Breakers Awards (EBBA) zijn prijzen die jaarlijks worden uitgereikt aan tien jonge veelbelovende Europese artiesten die het jaar ervoor succesvol buiten de eigen landsgrenzen debuteerden.

## Discografie

### Albums
- 2010 - Cracks
- 2011- More Cracks

### Singles
- 2010 - Deep Sleep
- 2010 - The Enemy
- 2011 - Trouble
- 2012 - Never Played the Bass
- 2012 - Raise the Roof (met Morten Hampenberg & Alexander Brown, Pitbull en Fatman Scoop)
- 2014 - Animals

## Hitnotaties

### Singles
| Single met hitnotering(en) in de Vlaamse Ultratop 50 | Datum van verschijnen | Datum van binnenkomst | Hoogste positie | Aantal weken | Opmerkingen |
| ---------------------------------------------------- | --------------------- | --------------------- | --------------- | ------------ | ----------- |
| Never played the bass                                | 2012                  | 13-10-2012            | tip12           | -            |             |
| Mind the gap                                         | 2013                  | 08-06-2013            | 37              | 1*           |             |